# Gordioida
Gordioida is een klasse van paardenhaarwormen (Nematomorpha). De soorten in deze klasse zijn gerelateerd aan hun voorkomen in of nabij zoet water. In Nederland komt één soort voor, de Gordius setiger.

## Taxonomie
- Orde Chordodea
  - Familie Chordodidae
    - Geslacht Chordodes
      - Chordodes aelianus - (Camerano, 1894)[1]
      - Chordodes aethiopicus - Inoue, 1974[2]
      - Chordodes africanus - Sciacchitano, 1933
      - Chordodes albibarbatus - Montgomery, 1898 
      - Chordodes ambonensis  - Sciacchitano, 1962 
      - Chordodes anthophorus - Kirjanova, 1950 
      - Chordodes auranthiacus - von Linstow, 1906 
      - Chordodes balzani - Camerano, 1896 
      - Chordodes baramensis - Römer, 1895 
      - Chordodes betularius - Linstow, 1904 
      - Chordodes bipilus - Kirjanova, 1957 
      - Chordodes boulengeri - Camerano, 1912 
      - Chordodes bouvieri -  (Villot, 1885) Römer, 1859 
      - Chordodes brasiliensis - Janda, 1894 
      - Chordodes brevipilus - Schmidt-Rhaesa, 2002 
      - Chordodes bukavuensis - Sciacchitano, 1958 
      - Chordodes caledoniensis - (Villot, 1874) Römer, 1896 
      - Chordodes capensis - Camerano, 1859 
      - Chordodes capillatus - Linstow, 1901 
      - Chordodes carmelitanus - Carvalho and Feio, 1950 
      - Chordodes clavatus - Linstow, 1906 
      - Chordodes compactus - Schmidt-Rhaesa and Brune, 2008 
      - Chordodes compressus - Römer, 1895 
      - Chordodes congolensis - Sciacchitano, 1933 
      - Chordodes corderoi - Carvalho, 1946 
      - Chordodes cornuta  - Villalobos and Camino, 1999 
      - Chordodes cubanensis - Montgomery, 1898 
      - Chordodes curvicillatus  - Kirjanova and Spiridonov, 1980 
      - Chordodes defilippii - (Rosa, 1880) Römer, 1895 
      - Chordodes devius  - Kirjanova, 1950 
      - Chordodes digitatus - Linstow, 1901 
      - Chordodes ferox - Camerano, 1897 
      - Chordodes festae - Camerano, 1897 
      - Chordodes fukuii - Inoue, 1951 
      - Chordodes furnessi - Montgomery, 1898 
      - Chordodes gariazzi - Camerano, 1902 
      - Chordodes gestri - Camerano, 1904 
      - Chordodes guineensis  - Spiridonov, 2002 
      - Chordodes hawkeri - Camerano, 1902 
      - Chordodes heinzei - Sciacchitano, 1937 
      - Chordodes ikelensis - Sciacchitano, 1961 
      - Chordodes insidiator - Camerano, 1899 
      - Chordodes iturensis - Sciacchitano, 1958 
      - Chordodes jandae - Camerano, 1895 
      - Chordodes japonensis - Inoue, 1952 
      - Chordodes joyeuxi - Dorier, 1935 
      - Chordodes kakandensis - Sciacchitano, 1958 
      - Chordodes kallstenii - Jagerskiöld, 1897 
      - Chordodes kivuensis - Sciacchitano, 1958 
      - Chordodes kolensis - Sciacchitano, 1933 
      - Chordodes koreensis - Baek, 1993 
      - Chordodes lefeburi - (Sciacchitano, 1937) 
      - Chordodes lenti - Carvalho, 1944 
      - Chordodes ligasiensis  - Sciacchitano, 1933 
      - Chordodes lotus - de Villalobos and de Miralles, 1997 
      - Chordodes maculatus - Sciacchitano, 1958 
      - Chordodes madagascariensis - Camerano, 1897 
      - Chordodes matensis - de Villalobos and de Miralles, 1997 
      - Chordodes mobensis - Sciacchitano, 1958 
      - Chordodes modiglianii - (Camerano, 1892) Camerano, 1897 
      - Chordodes montgomeryi - Camerano, 1901 
      - Chordodes moraisi - (Carvalho, 1942) Carvalho, 1944 
      - Chordodes morgani - Montgomery, 1898 
      - Chordodes moutoni - Camerano, 1895 
      - Chordodes muelleri - Sciacchitano, 1937 
      - Chordodes nobilii - Camerano, 1901 
      - Chordodes ornatus - (Grenacher, 1868) 
      - Chordodes parasitus - Creplin, 1847 
      - Chordodes penicillatus - Camerano, 1895 
      - Chordodes peraccae - (Camerano, 1894)[1]
      - Chordodes pilosus - Möbius, 1855 
      - Chordodes pollonerae  - Camerano, 1912 
      - Chordodes polycoronatus - Schmidt-Rhaesa and Brune, 2008 
      - Chordodes polytuberculatus - Schmidt-Rhaesa and Menzel, 2005 
      - Chordodes puncticulatus - Camerano, 1895 
      - Chordodes queenslandi - Schmidt-Rhaesa, 2002 
      - Chordodes rigatus - Sciacchitano, 1937 
      - Chordodes ruandensis - Sciacchitano, 1937 
      - Chordodes sajanensis - Spiridonov, 2000 
      - Chordodes sandoensis - Sciacchitano, 1937 
      - Chordodes schoutedeni - Sciacchitano, 1933 
      - Chordodes shipleyi - Camerano, 1899 
      - Chordodes siamensis - Camerano, 1903 
      - Chordodes silvestri - Camerano, 1895 
      - Chordodes skorikovi -  Camerano, 1903 
      - Chordodes staviarskii - Carvalho and Feio, 1950 
      - Chordodes tenodarae  - Kirjanova, 1957 
      - Chordodes timorensis - Camerano, 1895 
      - Chordodes tuberculatus - Linstow, 1901 
      - Chordodes villalobi - Schmidt-Rhaesa and Brune, 2008 
      - Chordodes wangi - Wu and Tang, 1933 

    - Geslacht Euchordodes
      - Euchordodes libellulovivens - Heinze, 1937 
      - Euchordodes malaysiensis - Inoue, 1966 
      - Euchordodes nigromaculatus - Poinar, 1991 

    - Geslacht Neochordodes
      - Neochordodes australis - de Miralles and de Villalobos, 1996 
      - Neochordodes bonaerensis - de Miralles and de Villalobos, 1998 
      - Neochordodes californensis - de Miralles and de Villalobos, 1995 
      - Neochordodes chordodides - Schmidt-Rhaesa and Menzel, 2005 
      - Neochordodes columbianus  - Faust and Ramos, 1960 
      - Neochordodes occidentalis - (Montgomery, 1898) Poinar and Doleman, 1974 
      - Neochordodes nietoi - De Miralles and De Villalobos, 1994 
      - Neochordodes occidentalis - (Montgomery, 1898) 
      - Neochordodes punctatus - De Miralles and De Villalobos, 1996 
      - Neochordodes semiluna  - Villalobos and Camino, 1999 
      - Neochordodes serranensis - De Miralles and De Villalobos, 1996 
      - Neochordodes torrenticola - De Miralles and De Villalobos, 1996 
      - Neochordodes uniareolatus - Carvalho, 1946 

    - Geslacht Pantachordodes
      - Pantachordodes europaeus - (Heinze, 1952)[3]

    - Geslacht Pseudochordodes
      - Pseudochordodes bedriagae - (Camerano, 1896) 
      - Pseudochordodes bulbareolatus - Schmidt-Rhaesa and Menzel, 2005 
      - Pseudochordodes dugesi - (Camerano, 1898) 
      - Pseudochordodes gordioides - (Montgomery, 1898) de Miralles et al., 1997 
      - Pseudochordodes griffini - (Camerano, 1898) 
      - Pseudochordodes guatemalensis - De Miralles et al., 1997 
      - Pseudochordodes manteri - Carvalho, 1942 
      - Pseudochordodes meridionalis - Carvalho and Feio, 1950 
      - Pseudochordodes pardalis - (Camerano, 1893) 
      - Pseudochordodes texanus - Schmidt-Rhaesa et al., 2003 

  - Familie Parachordodidae
    - Geslacht Beatogordius
      - Beatogordius abaiconus - Carvalho, 1946 
      - Beatogordius abbreviatus - (Villot, 1874) de Miralles, 1984 
      - Beatogordius alfredi - (Camerano, 1894)[1]
      - Beatogordius australiensis - Schmidt-Rhaesa and Bryant, 2004 
      - Beatogordius brieni - Sciacchitano, 1961 
      - Beatogordius deshayesi - (Villot, 1874)
      - Beatogordius echinatus - (Linstow, 1901) Schmidt-Rhaesa and de Villalobos, 2001 
      - Beatogordius erythraeus - (Camerano, 1915) Sciacchitano, 1940 
      - Beatogordius funis - de Villalobos et al., 2003 
      - Beatogordius inesae - (Cavalieri, 1961) Miralles, 1984 
      - Beatogordius irregularis - Miralles, 1972 
      - Beatogordius latastei - (Camerano, 1895) Heinze, 1934 
      - Beatogordius lineatus - Schmidt-Rhaesa and Bryant, 2004 
      - Beatogordius palustre - de Villalobos et al., 2003 
      - Beatogordius raphaelis - (Camerano, 1893) Sciacchitano, 1937 
      - Beatogordius regularis - Heinze, 1934 
      - Beatogordius sankurensis - Sciacchitano, 1958 
      - Beatogordius ugandensis - Schmidt-Rhaesa and de Villalobos, 2001 
      - Beatogordius variabilis - Miralles, 1981 
      - Beatogordius wilsoni - Sciacchitano, 1958 

    - Geslacht Gordionus
      - Gordionus alascensis - (Montgomery, 1907) Schmidt-Rhaesa et al., 2003 
      - Gordionus alpestris - (Villot, 1885) Heinze, 1937 
      - Gordionus annamensis - Spiridonov, 1993 
      - Gordionus austriacus - Heinze, 1952[3]
      - Gordionus austrinus - de Villalobos, Zanca and Ibarra-Vidal, 2005 
      - Gordionus barbatus - Schmidt-Rhaesa and Cieslak, 2008 
      - Gordionus bilinareolatus - (Heinze, 1937) Heinze 1941 
      - Gordionus blanchardi - (Villot, 1874) 
      - Gordionus brunneus - Monten, 1951 
      - Gordionus capitosulcatus - (Montgomery, 1898) Heinze, 1935 
      - Gordionus chinensis - (Villot, 1874) 
      - Gordionus conglomeratus - Heinze, 1952[3]
      - Gordionus cyrnensis - Giudicelli and Nicoli, 1962 
      - Gordionus densareolatus  - (Montgomery, 1898) 
      - Gordionus diligens - de Villalobos et al., 1999 
      - Gordionus divergens - Schuurmanns Steckhoven, 1943 
      - Gordionus dubiosus - Henze, 1937 
      - Gordionus enigmaticus - de Villalobos, Zanca and Ibarra-Vidal, 2005 
      - Gordionus formidatus - Havlik, 1954 
      - Gordionus fragmentarius - Heinze, 1952[3]
      - Gordionus harpali - Heinze, 1940 
      - Gordionus kaschgaricus - (Camerano, 1897) Heinze, 1935 
      - Gordionus kii - Schmidt-Rhaesa and Sato, 2009 
      - Gordionus lapponicus - Monten, 1951 
      - Gordionus lenae - Heinze, 1937 
      - Gordionus lineatus - (Leidy, 1851) Schmidt-Rhaesa et al., 2003 
      - Gordionus linourgos - de Villalobos et al., 1999 
      - Gordionus longareolatus - (Montgomery, 1898) Schmidt-Rhaesa et al., 2003 
      - Gordionus longistriatus - Schmidt-Rhaesa, 2004 
      - Gordionus lunatus - Müller, 1927 
      - Gordionus meissneri - Müller, 1927 
      - Gordionus molopsis - Heinze, 1937 
      - Gordionus ondulatus - Miralles, 1984 
      - Gordionus perronciti - (Camerano, 1887) 
      - Gordionus platycephalus - (Montgomery, 1898) Heinze, 1935
      - Gordionus porosus - de Villalobos and Voglino, 2000
      - Gordionus preslii - (Vejdovsky, 1886)[4]
      - Gordionus prismaticus - (Villot, 1874) Heinze, 1935
      - Gordionus punctulatus - Heinze, 1937
      - Gordionus reticulates - (Villot, 1874)
      - Gordionus roccatii - (Camerano, 1912) Heinze, 1935
      - Gordionus rugosus - Canadjija, 1956
      - Gordionus scaber - Müller, 1927
      - Gordionus scripturus - Heinze, 1952[3]
      - Gordionus semistiatus - Heinze, 1937
      - Gordionus senkovi - Malakhov and Spiridonov, 1982
      - Gordionus silphae - Heinze, 1937
      - Gordionus sinepilosus - Schmidt-Rhaesa et al., 2003
      - Gordionus stenobothri - Canadjija, 1956
      - Gordionus strigatus - Müller, 1927
      - Gordionus subalpinus - Heinze, 1952[3]
      - Gordionus sulcatus - Heinze, 1937
      - Gordionus thiemanni - Heinze, 1937
      - Gordionus thuringensis - Müller, 1927
      - Gordionus turkensis - Schmidt-Rhaesa and Cieslak, 2008
      - Gordionus violaceus - (Baird, 1853) Müller, 1927
      - Gordionus wolterstorffii - (Camerano, 1888) Heinze, 1937

    - Geslacht Parachordodes
      - Parachordodes aequatorialis - Sciacchitano, 1937
      - Parachordodes annulatus - Linstow, 1906
      - Parachordodes arndti - Heinze, 1935
      - Parachordodes bourguignoni - Sciacchitano, 1937 
      - Parachordodes capitosulcatus - (Montgomery, 1898) Heinze, 1935 
      - Parachordodes ciferrii - Sciacchitano, 1932 
      - Parachordodes coreanus - Linstow, 1906 
      - Parachordodes densareolatus - (Montgomery, 1898) Camerano, 1915 
      - Parachordodes diblastus - (Örley, 1881) Schmidt-Rhaesa, 2008 
      - Parachordodes gemmatus - (Villot, 1885) Camerano, 1897 
      - Parachordodes lestici - Heinze, 1935 
      - Parachordodes maculatus - A (Linstow, 1883) Linstow, 1905 
      - Parachordodes magnus - Spiridonov, 1989 
      - Parachordodes megareolatus  - Schmidt-Rhaesa, Chung 
      - Parachordodes modestus - Spiridonov, 1989 
      - Parachordodes okadai  - Inoue, 1955 
      - Parachordodes orientalis  - Fukui and Inoué, 1940 
      - Parachordodes pleskei - (Camerano, 1986) 
      - Parachordodes propareolatus - Heinze, 1935 
      - Parachordodes pustulosus - (Baird, 1853) Camerano, 1897 
      - Parachordodes sciacchitanoi - Heinze, 1935 
      - Parachordodes sjöstedti - Camerano, 1910 
      - Parachordodes speciosus  - (Janda, 1894) Heinze, 1935 
      - Parachordodes tegonotus - Poinar et al., 2004 
      - Parachordodes tolosanus - (Dujardin, 1842) Camerano, 1897 

    - Geslacht Paragordionus
      - Paragordionus bohemicus - Havlik, 1947 
      - Paragordionus dispar - (Müller, 1927) Heinze, 1935 
      - Paragordionus ibericus - Schmidt-Rhaesa and Cieslak, 2008 
      - Paragordionus kawamurai  - Yamaguti, 1943 
      - Paragordionus rautheri - Heinze, 1937 
      - Paragordionus vejdovskyi - (Janda, 1895) Heinze, 1935 

    - Geslacht Semigordionus
      - Semigordionus circumannulatus - Heinze, 1952[3]

  - Familie Paragordiidae
    - Geslacht Paragordius
      - Paragordius andreasii - Zanca and de Villalobos, 2006 
      - Paragordius areolatus - Linstow, 1906 
      - Paragordius aurantiacus - Linstow, 1906 
      - Paragordius cinctus - Linstow, 1906 
      - Paragordius dartevellei - Sciacchitano, 1958 
      - Paragordius diversolobatus  - Heinze, 1935 
      - Paragordius emeryi - (Camerano, 1895) Camerano, 1895 
      - Paragordius esavianus - Carvalho, 1942 
      - Paragordius flavescens - Linstow, 1906 
      - Paragordius laurae - Sciacchitano, 1958 
      - Paragordius marlieri - Sciacchitano, 1958 
      - Paragordius minusculus - Carvalho, 1944 
      - Paragordius mulungensis - Sciacchitano, 1958 
      - Paragordius somaliensis - Sciacchitano, 1962 
      - Paragordius stylosus - (Linstow, 1883) Camerano, 1897 
      - Paragordius tanganikensis - Sciacchitano, 1958 
      - Paragordius tricuspidatus - (Dufour, 1828) Camerano, 1897 
      - Paragordius varius - Leidy, 1851 

  - Familie Spinochordodidae
    - Geslacht Spinochordodes
      - Spinochordodes actiniphorus  - Kirjanova, 1950 
      - Spinochordodes bacescui - (Capuse, 1965) Zanca and Schmidt-Rhaesa, 2006 
      - Spinochordodes baeri  - (Camerano, 1896) 
      - Spinochordodes cameranoi  - Kirjanova, 1950 
      - Spinochordodes europaeus - (Heinze, 1952)[3]
      - Spinochordodes piliferus  - Kirjanova, 1950 
      - Spinochordodes skrjabini - Kirjanova, 1958 
      - Spinochordodes tellinii - (Camerano, 1888) Kirjanova, 1950 
      - Spinochordodes vitiferus  - Kirjanova, 1950
- Orde Gordea
  - Familie Gordiidae
    - Geslacht Acutogordius - Heinze, 1952[3]
      - Acutogordius acuminatus - de Miralles and de Villalobos, 1998[5]
      - Acutogordius americanus - de Miralles and de Villalobos, 1998[5]
      - Acutogordius australiensis - Spiridonov, 1984[6]
      - Acutogordius doriae - (Camerano, 1890)
      - Acutogordius feae - (Camerano, 1897)
      - Acutogordius incertus - (Villot, 1874)
      - Acutogordius obesus - (Camerano, 1895) de Miralles and de Villalobos, 1998[5]
      - Acutogordius protectus - Schmidt-Rhaesa and Geraci, 2006[7]
      - Acutogordius sulawensis - Schmidt-Rhaesa and Geraci, 2006[7]

    - Geslacht Gordius
      - Gordius albopunctatus - Müller, 1927 
      - Gordius alpinus  - Spiridonov, 1998 
      - Gordius amoyensis - Tang, 1934 
      - Gordius angulatus - Linstow, 1906 
      - Gordius aquaticus - Linnaeus, 1758 
      - Gordius attoni - Redlich, 1980 
      - Gordius austrinus - De Villalobos, Zanca and Ibarra-Vidal, 2005 
      - Gordius bivittatus  - Kirjanova, 1949 
      - Gordius borisphaenicus - Spiridonov, 1984 
      - Gordius cavernarum - Inoue, 1972 
      - Gordius cognetti - Camerano, 1904 
      - Gordius corrugatus - Camerano, 1895 
      - Gordius dectici - Heinze, 1937 
      - Gordius deltaensis - de Miralles and de Villalobos, 1996 
      - Gordius difficilis - (Montgomery, 1898) Smith, 1994 
      - Gordius dimorphus - Poinar, 1990 
      - Gordius elongiporus - Schmidt-Rhaesa, 2000 
      - Gordius emarginatus - Villot, 1885 
      - Gordius flavus - Linstow, 1906 
      - Gordius foochowensis - Tang, 1934 
      - Gordius fulgur - Baird, 1861 
      - Gordius georgensis - Kirjanova, 1955 
      - Gordius germanicus - Heinze, 1937 
      - Gordius gesneri - Heinze, 1937 
      - Gordius guatemalensis  - Linstow, 1902 
      - Gordius heinzei - Schuurmans Steckhoven, 1943 
      - Gordius hispidus - Linstow, 1906 
      - Gordius horsti - Camerano, 1895 
      - Gordius impressus - Schneider, 1866 
      - Gordius interjectus  - Heinze, 1940 
      - Gordius isohypsatus - Canadjija, 1956 
      - Gordius japonicus  - Inoue and Fukui, 1953 
      - Gordius jarulini - Zakarijew, 1967 
      - Gordius kimmeriensis - Spiridonov, 1998 
      - Gordius labidus - de Miralles and de Villalobos, 1996 
      - Gordius lapponicus - Linstow, 1906 
      - Gordius lineatus - Baek and Noh, 1992 
      - Gordius locustae - Havlik, 1954 
      - Gordius longiformis - Heinze, 1934 
      - Gordius longissimus - Römer, 1895 
      - Gordius lumpei - Müller, 1927 
      - Gordius luteopunctatus  - Inoue, 1979 
      - Gordius meruanus - Camerano, 1910 
      - Gordius mongolicus - Spiridonov, 1998 
      - Gordius mosaicus - Canadjija, 1956 
      - Gordius mülleri - Heinze, 1933 
      - Gordius nonmaculatus - Heinze, 1937 
      - Gordius ogatai  - Inoue, 1979 
      - Gordius omensis  - Wu and Tang, 1933 
      - Gordius panighettensis - Sciacchitano, 1955 
      - Gordius paranensis - Camerano, 1892 
      - Gordius paronae - Camerano, 1903 
      - Gordius parvaquaticus - Heinze, 1952[3]
      - Gordius pavlovskii - Kirjanova, 1955 
      - Gordius pioltii - Camerano, 1887 
      - Gordius plicatissimus - Heinze, 1952[3]
      - Gordius pilicatulus - Heinze, 1937 
      - Gordius polychaetus - Tang, 1934 
      - Gordius robustus - Leidy, 1851 
      - Gordius rosae - Camerano, 1887 
      - Gordius salvadorii - Camerano, 1895 
      - Gordius samoensis - Linstow, 1906 
      - Gordius setiger - Schneider, 1866 
      - Gordius sinareolatus - Havlik, 1949 
      - Gordius solaris  - Kirjanova, 1950 
      - Gordius spinosus - De Miralles and De Villalobos, 1996 
      - Gordius stellatus - Linstow, 1906 
      - Gordius tatrensis - Janda, 1894 
      - Gordius testaceus  - Kirjanova, 1949 
      - Gordius tirolensis - Heinze, 1937 
      - Gordius toschii - Sciacchitano, 1940 
      - Gordius tuberculatus - Canadjija, 1956 
      - Gordius turcomanicus - Spiridonov, 1998 
      - Gordius undulatus - Heinze, 1937 
      - Gordius valnoxius - Degrange and Martinot, 1995 
      - Gordius villoti - Rosa, 1882 
      - Gordius willeyi - Camerano, 1899 
      - Gordius zammaranoi - Sciacchitano, 1932 
      - Gordius zavattarii - Camerano, 1908